# Alexandru Sahia
Alexandru Sahia, nom de plume d'Alexandru Stănescu, né le 11 octobre 1908 et décédé le 12 août 1937, est un journaliste et nouvelliste roumain.

## Enfance
Né à Mânăstirea, fils d'un petit propriétaire terrien, il est enrôlé au collège militaire de Craiova qu'il juge oppressant. Sahia termine son éducation secondaire au Collège national Saint-Sava de Bucarest, et entreprend des études de droit à l'université de Bucarest. Il souffre de dépression et, bien qu'il soit probablement déjà athée, il devient novice au monastère de Cernica (ro) en 1929. 
En 1930, Alexandru quitte le monastère et voyage à travers le Moyen-Orient et adopte à ce moment son nom de plume, « Sahia », issu de l'arabe sahiya, signifiant « Vérité ».

## Adhésion au Parti communiste
L'année suivante, Sahia commence à collaborer avec le Parti communiste roumain. Lorsque ce parti adopte l'idéologie du Front populaire de Staline lors de son cinquième congrès, en 1934, Alexandru Sahia est très demandé pour son impact auprès du public. En tant que membre d'Amicii URSS, on le charge également des magazines du parti Veac nou et Bluze albastre.
C’est aussi la période de ses premières nouvelles politiques, dans la veine du réalisme socialiste : Révolte au port (Revolta în port), L'usine vivante (Uzina vie), Le retour de guerre de Père  (Întoarcerea tatii din război),  L'exécution du printemps (Execuția din primăvară), Le chômage n'a pas de race (Șomaj fără rasă), L'avaleur de sabres (Înghițitorul de săbii). Certaines de ses nouvelles sont adaptées au cinéma.
En 1934, Sahia visite l'Union soviétique. Bien qu'il remarque la vague de terreur montante (on dit même[évasif] qu'il a été arrêté à la suite de quelques questions dérangeantes), Sahia n'hésite pas à écrire un panégyrique du système soviétique : L'URSS d'aujourd'hui (URSS azi). 
Le 12 août 1937, Alexandru Sahia meurt de tuberculose à Bucarest à l’âge de 28 ans.
Depuis, le studio de films documentaires de la Roumanie communiste porte son nom, et, en 1948, Alexandru Sahia est élu à l'Académie roumaine à titre posthume.